# Sally Bishop
Sally Bishop é um filme mudo britânico, do gênero romance, dirigido por Maurice Elvey. Lançado em 1924, foi protagonizado por Marie Doro, Henry Ainley e Florence Turner. É uma adaptação do romance Sally Bishop, a Romance, de E. Temple Thurston.

## Elenco
- Marie Doro - Sally Bishop
- Henry Ainley - John Traill
- Florence Turner - Janet
- Sydney Fairbrother - Landlady
- Valia - Miss Standish Rowe
- A. Bromley Davenport - Landlord
- Mary Dibley - Miss Priestly
- May Hanbury - Sra. Durlacher
- Stella St. Audrie - Sra. Bishop
- Humberston Wright - Juiz
- Dallas Cairns - Sr. Durlacher
- George Turner - Arthur